# Rhytiphora cretata
Rhytiphora cretata là một loài bọ cánh cứng trong họ Cerambycidae.